# 20.ª etapa do Giro d'Italia de 2021
A 20.ª etapa do Giro d'Italia de 2021 teve lugar a 29 de maio de 2021 entre Verbania e Alpe Motta sobre um percurso de 164 km e foi vencida pelo italiano Damiano Caruso da equipa Bahrain Victorious. O colombiano Egan Bernal conseguiu manter a liderança antes da contrarrelógio final.

## Classificação da etapa
| Verbania - Motta di Campodolcino | alta montanha | (164 km) |

| \| Classificação por etapas \| Classificação por etapas \| Classificação por etapas \| Classificação por etapas \| Classificação por etapas \| \| Ciclista \| Ciclista \| Equipe \| Tempo \| \| \| ------------------------ \| ------------------------ \| ------------------------ \| ------------------------ \| ------------------------ \| \| 1. \| Damiano Caruso \| Bahrain Victorious \| 4h27m53s \| \| \| 2. \| Egan Bernal \| Ineos Grenadiers \| + 24s \| \| \| 3. \| Daniel Felipe Martínez \| Ineos Grenadiers \| + 35s \| \| \| 4. \| Romain Bardet \| Team DSM \| + 35s \| \| \| 5. \| João Almeida \| Deceuninck-Quick Step \| + 41s \| \| \| 6. \| Simon Yates \| BikeExchange \| + 51s \| \| \| 7. \| Aleksandr Vlasov \| Astana-Premier Tech \| + 1m13s \| \| \| 8. \| Hugh Carthy \| EF Education-Nippo \| + 1m29s \| \| \| 9. \| Lorenzo Fortunato \| Eolo-Kometa \| + 2m07s \| \| \| 10. \| Antonio Pedrero \| Movistar Team \| + 2m23s \| \| |                        |                       |          |
| |                        |                       |          |
| Fonte: ProCyclingStats |                        |                       |          |
| Classificação por etapas |                        |                       |          |
| Ciclista | Ciclista               | Equipe                | Tempo    |
| 1. | Damiano Caruso         | Bahrain Victorious    | 4h27m53s |
| 2. | Egan Bernal            | Ineos Grenadiers      | + 24s    |
| 3. | Daniel Felipe Martínez | Ineos Grenadiers      | + 35s    |
| 4. | Romain Bardet          | Team DSM              | + 35s    |
| 5. | João Almeida           | Deceuninck-Quick Step | + 41s    |
| 6. | Simon Yates            | BikeExchange          | + 51s    |
| 7. | Aleksandr Vlasov       | Astana-Premier Tech   | + 1m13s  |
| 8. | Hugh Carthy            | EF Education-Nippo    | + 1m29s  |
| 9. | Lorenzo Fortunato      | Eolo-Kometa           | + 2m07s  |
| 10. | Antonio Pedrero        | Movistar Team         | + 2m23s  |

## Classificações ao final da etapa
- As classificações finalizaram da seguinte forma:[2]

### Classificação geral(Maglia Rosa)
| \| Classificação geral \| Classificação geral \| Classificação geral \| Classificação geral \| Classificação geral \| \| Ciclista \| Ciclista \| Equipe \| Tempo \| \| \| ------------------- \| ---------------------- \| ---------------------- \| ------------------- \| ------------------- \| \| 1. \| Egan Bernal \| Ineos Grenadiers \| 85h41m47s \| \| \| 2. \| Damiano Caruso \| Bahrain Victorious \| + 1m59s \| \| \| 3. \| Simon Yates \| BikeExchange \| + 3m23s \| \| \| 4. \| Aleksandr Vlasov \| Astana-Premier Tech \| + 7m07s \| \| \| 5. \| Romain Bardet \| Team DSM \| + 7m48s \| \| \| 6. \| Daniel Felipe Martínez \| Ineos Grenadiers \| + 7m56s \| \| \| 7. \| Hugh Carthy \| EF Education-Nippo \| + 8m22s \| \| \| 8. \| João Almeida \| Deceuninck-Quick Step \| + 8m50s \| \| \| 9. \| Tobias Foss \| Jumbo-Visma \| + 12m39s \| \| \| 10. \| Daniel Martin \| Israel Start-Up Nation \| + 16m48s \| \| |                        |                        |           |
| |                        |                        |           |
| Fonte: ProCyclingStats |                        |                        |           |
| Classificação geral |                        |                        |           |
| Ciclista | Ciclista               | Equipe                 | Tempo     |
| 1. | Egan Bernal            | Ineos Grenadiers       | 85h41m47s |
| 2. | Damiano Caruso         | Bahrain Victorious     | + 1m59s   |
| 3. | Simon Yates            | BikeExchange           | + 3m23s   |
| 4. | Aleksandr Vlasov       | Astana-Premier Tech    | + 7m07s   |
| 5. | Romain Bardet          | Team DSM               | + 7m48s   |
| 6. | Daniel Felipe Martínez | Ineos Grenadiers       | + 7m56s   |
| 7. | Hugh Carthy            | EF Education-Nippo     | + 8m22s   |
| 8. | João Almeida           | Deceuninck-Quick Step  | + 8m50s   |
| 9. | Tobias Foss            | Jumbo-Visma            | + 12m39s  |
| 10. | Daniel Martin          | Israel Start-Up Nation | + 16m48s  |

### Classificação por pontos(Maglia Ciclamino)
| Classificação por pontos | Classificação por pontos | Classificação por pontos           | Classificação por pontos | Classificação por pontos |
| Ciclista                 | Ciclista                 | Equipe                             | Pontos                   |                          |
| ------------------------ | ------------------------ | ---------------------------------- | ------------------------ | ------------------------ |
| 1.                       | Peter Sagan              | Bora-Hansgrohe                     | 136 pts                  |                          |
| 2.                       | Davide Cimolai           | Israel Start-Up Nation             | 118 pts                  |                          |
| 3.                       | Fernando Gaviria         | UAE Team Emirates                  | 116 pts                  |                          |
| 4.                       | Elia Viviani             | Cofidis                            | 86 pts                   |                          |
| 5.                       | Egan Bernal              | Ineos Grenadiers                   | 80 pts                   |                          |
| 6.                       | Dries De Bondt           | Alpecin-Fenix                      | 71 pts                   |                          |
| 7.                       | Andrea Pasqualon         | Intermarché-Wanty-Gobert Matériaux | 61 pts                   |                          |
| 8.                       | Simone Consonni          | Cofidis                            | 60 pts                   |                          |
| 9.                       | Umberto Marengo          | Bardiani CSF Faizanè               | 57 pts                   |                          |
| 10.                      | Alberto Bettiol          | EF Education-Nippo                 | 53 pts                   |                          |

### Classificação da montanha(Maglia Azzurra)
| Classificação da montanha | Classificação da montanha | Classificação da montanha | Classificação da montanha | Classificação da montanha |
| Ciclista                  | Ciclista                  | Equipe                    | Pontos                    |                           |
| ------------------------- | ------------------------- | ------------------------- | ------------------------- | ------------------------- |
| 1.                        | Geoffrey Bouchard         | AG2R Citroën Team         | 184 pts                   |                           |
| 2.                        | Egan Bernal               | Ineos Grenadiers          | 140 pts                   |                           |
| 3.                        | Damiano Caruso            | Bahrain Victorious        | 99 pts                    |                           |
| 4.                        | Daniel Martin             | Israel Start-Up Nation    | 83 pts                    |                           |
| 5.                        | Simon Yates               | BikeExchange              | 61 pts                    |                           |
| 6.                        | João Almeida              | Deceuninck-Quick Step     | 54 pts                    |                           |
| 7.                        | Bauke Mollema             | Trek-Segafredo            | 53 pts                    |                           |
| 8.                        | Lorenzo Fortunato         | Eolo-Kometa               | 52 pts                    |                           |
| 9.                        | Romain Bardet             | Team DSM                  | 49 pts                    |                           |
| 10.                       | Michael Storer            | Team DSM                  | 46 pts                    |                           |

### Classificação dos jovens(Maglia Bianca)
| Classificação dos jovens | Classificação dos jovens | Classificação dos jovens | Classificação dos jovens | Classificação dos jovens |
| Ciclista                 | Ciclista                 | Equipe                   | Tempo                    |                          |
| ------------------------ | ------------------------ | ------------------------ | ------------------------ | ------------------------ |
| 1.                       | Egan Bernal              | Ineos Grenadiers         | 85h41m47s                |                          |
| 2.                       | Aleksandr Vlasov         | Astana-Premier Tech      | + 7m07s                  |                          |
| 3.                       | Daniel Felipe Martínez   | Ineos Grenadiers         | + 7m56s                  |                          |
| 4.                       | João Almeida             | Deceuninck-Quick Step    | + 8m50s                  |                          |
| 5.                       | Tobias Foss              | Jumbo-Visma              | + 12m39s                 |                          |
| 6.                       | Lorenzo Fortunato        | Eolo-Kometa              | + 44m09s                 |                          |
| 7.                       | Attila Valter            | Groupama-FDJ             | + 44m51s                 |                          |
| 8.                       | Michael Storer           | Team DSM                 | + 1h47m48s               |                          |
| 9.                       | Einer Rubio              | Movistar Team            | + 1h59m29s               |                          |
| 10.                      | Harold Tejada            | Astana-Premier Tech      | + 2h00m40s               |                          |

### Classificação por equipas"Súper team"
| Classificação por equipes | Classificação por equipes | Classificação por equipes | Classificação por equipes |
| Equipe                    | Equipe                    | Tempo                     |                           |
| ------------------------- | ------------------------- | ------------------------- | ------------------------- |
| 1.                        | Ineos Grenadiers          | 57h47m02s                 |                           |
| 2.                        | Team BikeExchange         | + 26m01s                  |                           |
| 3.                        | Team DSM                  | + 26m02s                  |                           |
| 4.                        | Astana-Premier Tech       | + 31m21s                  |                           |
| 5.                        | Team BikeExchange         | + 1h09m53s                |                           |
| 6.                        | Trek-Segafredo            | + 1h19m18s                |                           |
| 7.                        | Movistar Team             | + 1h22m40s                |                           |
| 8.                        | Deceuninck-Quick Step     | + 1h38m30s                |                           |
| 9.                        | Bahrain Victorious        | + 1h47m25s                |                           |
| 10.                       | UAE Team Emirates         | + 1h50m27s                |                           |

## Abandonos
- Fabio Felline não tomou a saída.